# Године, Огюст
Виктор Огюст Године (фр. Victor Auguste Godinet; 30 января 1853 года, Женева, Швейцария — 1 марта 1936 года, VI округ Лиона, Франция) — французский яхтсмен, дважды серебряный призёр летних Олимпийских игр 1900 года.

## Биография
Виктор Огюст Године родился 30 января 1853 года в швейцарской Женеве. Работал инженером на газовых заводах, в 1879 году стал владельцем собственного предприятия, позже стал президентом Технического общества газовой промышленности Франции. Заработав большое состояние в газовой отрасли, Године также стал известен как яхтсмен и кораблестроитель: в его честь был назван разработанный в 1892 году гандикап Године. На Олимпиаде 1900 с Жаком Дусе, Анри Мияларе и рулевым Леоном Сюссе был членом экипажа лодки последнего Favorite, на которой принял участие в двух гонках среди лодок водоизмещением от 2 до 3 тонн в парусном спорте. Пришёл в обоих гонках вторым, выиграв две серебряных медали. В том же году возглавил только основанное Гренобльское общество силы и света. В 1920 году стал председателем совета директоров Альпийской энергетической транспортной компании. В том же году стал кавалером Ордена Почётного легиона. Скончался 1 марта 1936 года в Лионе.